# Tempête
Pour les articles homonymes, voir Tempête (homonymie).
Une tempête est un phénomène météorologique violent à large échelle dite synoptique, avec un diamètre compris en général entre 200 et 1 000 km, caractérisé par des vents rapides et des précipitations intenses. Elle peut être accompagnée d'orages donnant des éclairs et du tonnerre ainsi que de la grêle et des tornades. 
Certaines tempêtes ont un nom particulier comme les cyclones tropicaux (ouragans, typhons ou tempêtes tropicales), cyclones extratropicaux, les tempêtes de pluie verglaçante ou de neige, etc. Il existe également des tempêtes caractérisées par des vents transportant des substances dans l'atmosphère (blizzard, tempête de poussière, tempête de sable, tempête de neige…). Une tempête peut endommager gravement un pays ou une région donnée. 
Au strict sens météorologique du terme, en mer, on appelle tempête une dépression atmosphérique qui crée un vent moyen supérieur à 90 km/h (vent de force 10 ou supérieure sur l'échelle de Beaufort). Toutefois, l'usage populaire du mot n'est pas si restrictif et sur terre, on parle de tempête quand la dépression produit des rafales violentes, qui causent des dégâts, et des précipitations abondantes.

## Formation
Le terme tempête météorologique est un terme générique qui peut décrire plusieurs phénomènes. Tous ceux-ci sont cependant liés à la formation d'un cyclone ou dépression. On note deux types principaux de dépressions: les cyclones tropicaux, dont l'énergie est tirée de l'instabilité de la masse d'air qui les entourent, et les cyclones extratropicaux dont le moteur est la rencontre de masses d'air de différentes températures.

### Tempêtes tropicales

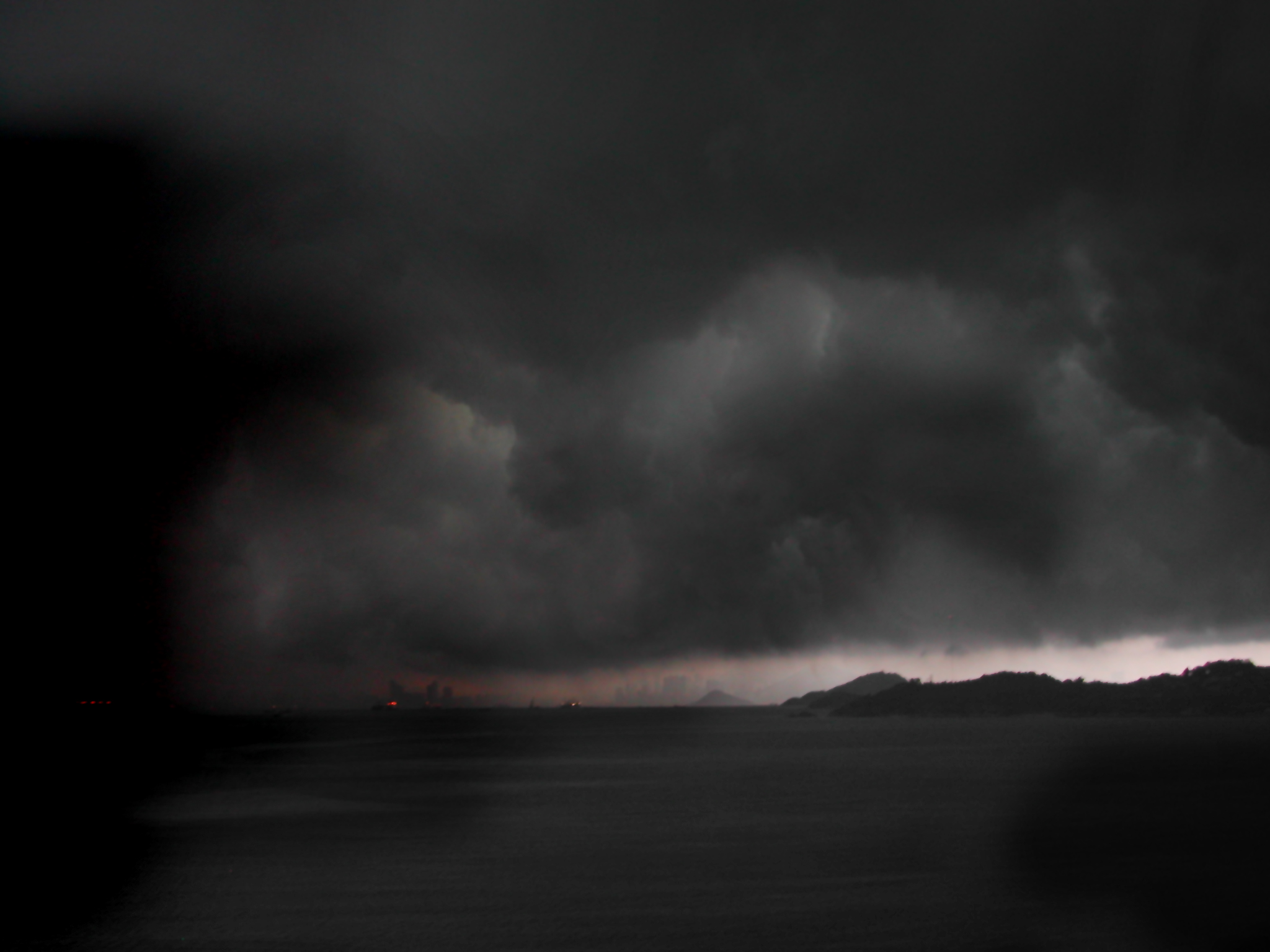
Tempête tropicale Sanvu à Hong Kong

Les ouragans, typhons et autres cyclones tropicaux sont essentiellement formés par l'organisation d'orages autour d'une circulation qui prend forme dans les océans de la zone intertropicale. Structurellement, un cyclone tropical est une large zone de nuages en rotation, de vent, et d'orages. La source d'énergie principale d'un cyclone tropical est le dégagement de chaleur latente causé par la condensation de vapeur d'eau en altitude. On peut ainsi considérer le cyclone tropical comme une machine thermique, au sens de la thermodynamique.
L'importance de la condensation comme source principale d'énergie différencie les cyclones tropicaux des autres phénomènes météorologiques. Pour conserver la source d'énergie de sa machine thermodynamique, un cyclone tropical doit demeurer au-dessus de l'eau chaude, qui lui apporte l'humidité atmosphérique nécessaire. Les forts vents et la pression atmosphérique réduite au sein du cyclone stimulent l'évaporation, ce qui entretient le phénomène.
Le dégagement de chaleur latente dans les niveaux supérieurs de la tempête élève la température à l'intérieur du cyclone de 15 à 20 °C au-dessus de la température ambiante dans la troposphère à l'extérieur du cyclone. Pour cette raison, on dit des cyclones tropicaux qu'ils sont des tempêtes à « noyau chaud ». Notons toutefois que ce noyau chaud n'est présent qu'en altitude - la zone touchée par le cyclone à la surface est habituellement plus froide de quelques degrés par rapport à la normale, en raison des nuages et des précipitations.
Les effets les plus dévastateurs des cyclones tropicaux se produisent quand ils frappent la côte et entrent dans les terres. Dans ce cas, un cyclone tropical peut causer des dommages de quatre façons :
- Vents violents : des vents de force d'ouragan peuvent endommager ou détruire des véhicules, des bâtiments, des ponts, etc. Les vents forts peuvent aussi transformer des débris en projectiles, ce qui rend l'environnement extérieur encore plus dangereux.
- Onde de tempête : les tempêtes de vent, y compris les cyclones tropicaux, peuvent causer une montée du niveau de la mer et des inondations dans les zones côtières.
- Pluie forte : les orages et les fortes pluies provoquent la formation de torrents, lavant les routes et provoquant des glissements de terrain. Fin novembre 2004, l'un de ces épisodes pluvieux a touché le nord des Philippines et fait quelque 500 morts et disparus.
- Tornades : les orages imbriqués dans le cyclone donnent souvent naissance à des tornades. Bien que ces tornades soient normalement moins intenses que celles d'origine non-tropicale, elles peuvent encore provoquer d'immenses dommages.

### Tempêtes des latitudes moyennes

Précipitations selon la structure thermique (bleu sous zéro degré Celsius et rouge au-dessus)

Les dépressions des latitudes moyennes en évolution très rapides, dites bombes, causent les tempêtes qui affectent les régions hors des Tropiques. Ces systèmes sont alimentés par des zones frontales, soit une zone de transition entre deux masses d'air ayant des températures fort différentes. La circulation s'organise anti-horairement dans l'hémisphère nord, et horairement dans celui du sud, poussant un front chaud à l'avant de son déplacement, et un front froid à l'arrière.
Elles sont souvent d'origine océanique lorsqu'une dépression atmosphérique se forme entre la bordure océanique plus chaude et le continent plus froid, là où l'humidité de l'air se condense et fait baisser la pression. Elles peuvent également provenir de zones continentales, particulièrement en hiver (tempête de neige), lorsque les masses d'air arctiques et maritimes s'y rencontrent.
Les mouvements verticaux dans ces dépressions soulèvent l'air et l'humidité se condense pour former des précipitations importantes. Lorsque la structure thermique de l'atmosphère demeure normale, la température diminuant avec la hauteur, on aura formation de neige en altitude. Cette dernière restera sous forme solide, en atteignant le sol, si toute l'atmosphère qu'elle traverse est sous le point congélation. Par contre, on aura de la pluie au sol si les flocons passent dans une couche épaisse d'air au-dessus de zéro degré Celsius. Si on a de l'air doux en altitude et froid au sol, on peut assister à une fonte des flocons qui vont regeler près ou au sol. Selon l'épaisseur des couches chaudes et froides, on aura: du grésil ou de la pluie verglaçante. 
Les vents violents autour de ces tempêtes sont dus à la forte cyclogénèse qui crée un important gradient de pression atmosphérique. C'est la combinaison de vents et de précipitations qui cause les dégâts.
- quand c'est la pluie qui domine, on obtiendra des inondations et des bris par le vent ;
- avec de la pluie verglaçante, le verglas qui s'accumule sur les structures et au sol cause de sévères dégâts aux installations électriques et aux arbres à cause du poids de la glace ;
- quand les vents et la neige sont extrêmes, on parlera de blizzard.

L'ensemble des transports routiers, ferroviaires et aériens sont affectés, souvent sur une période assez longue, par tous ces phénomènes.
Finalement, dans le secteur chaud de ces systèmes, le front froid amène de l'air froid en altitude au-dessus d'un sol plus chaud. Ceci rend l'air très instable et donne des orages. Si ces derniers s'organisent en lignes, on peut assister au développement de tornades, de la grosse grêle ou de rafales descendantes dans ce secteur.

## Tempêtes de sable

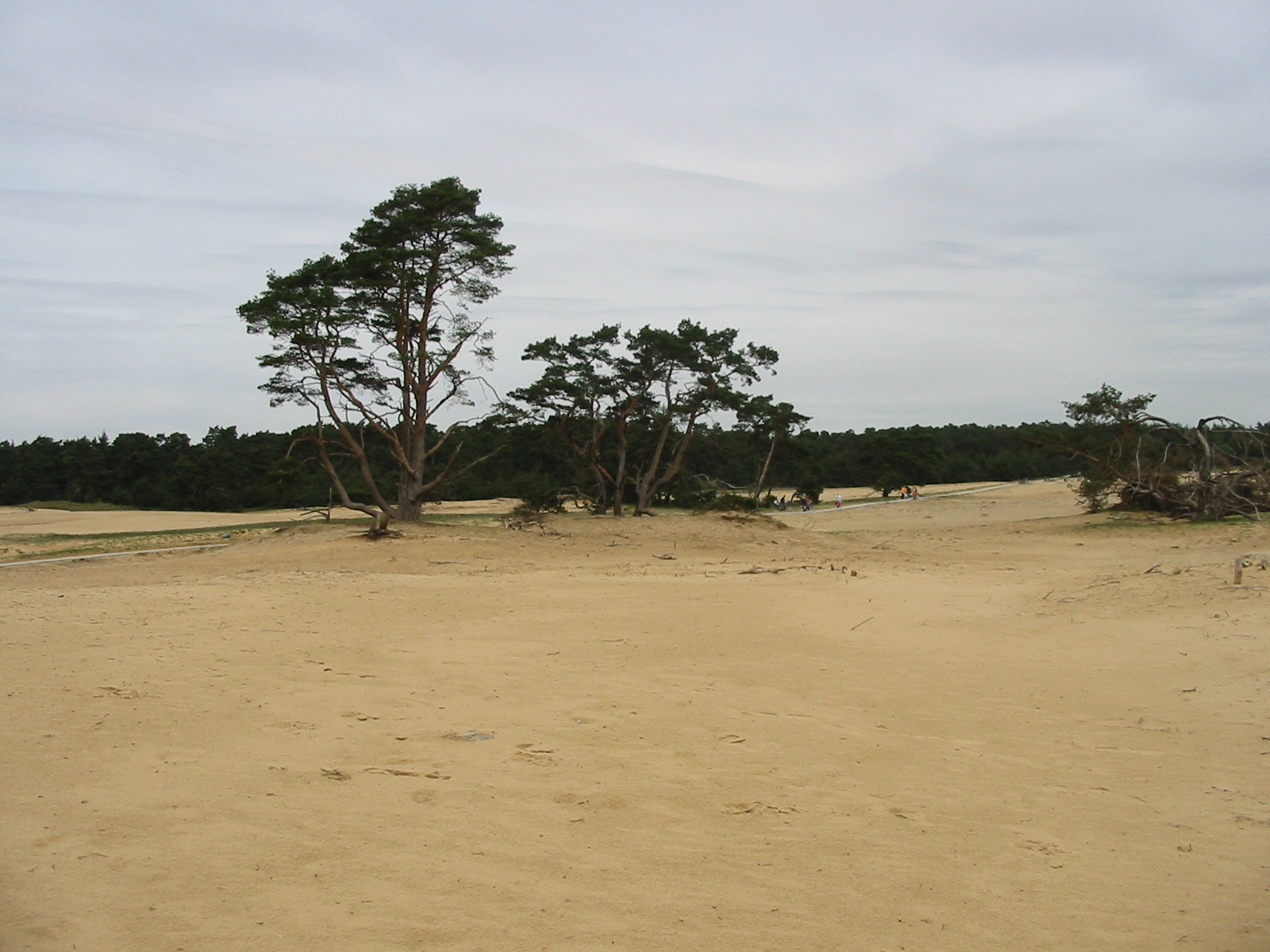
La Mer de sable (Zandverstuiving) du Parc néerlandais Hoge Veluwe résulte des effets d'une tempête qui a emporté le sol agricole dégradé sur des centaines d'hectares (Centre des Pays-Bas).

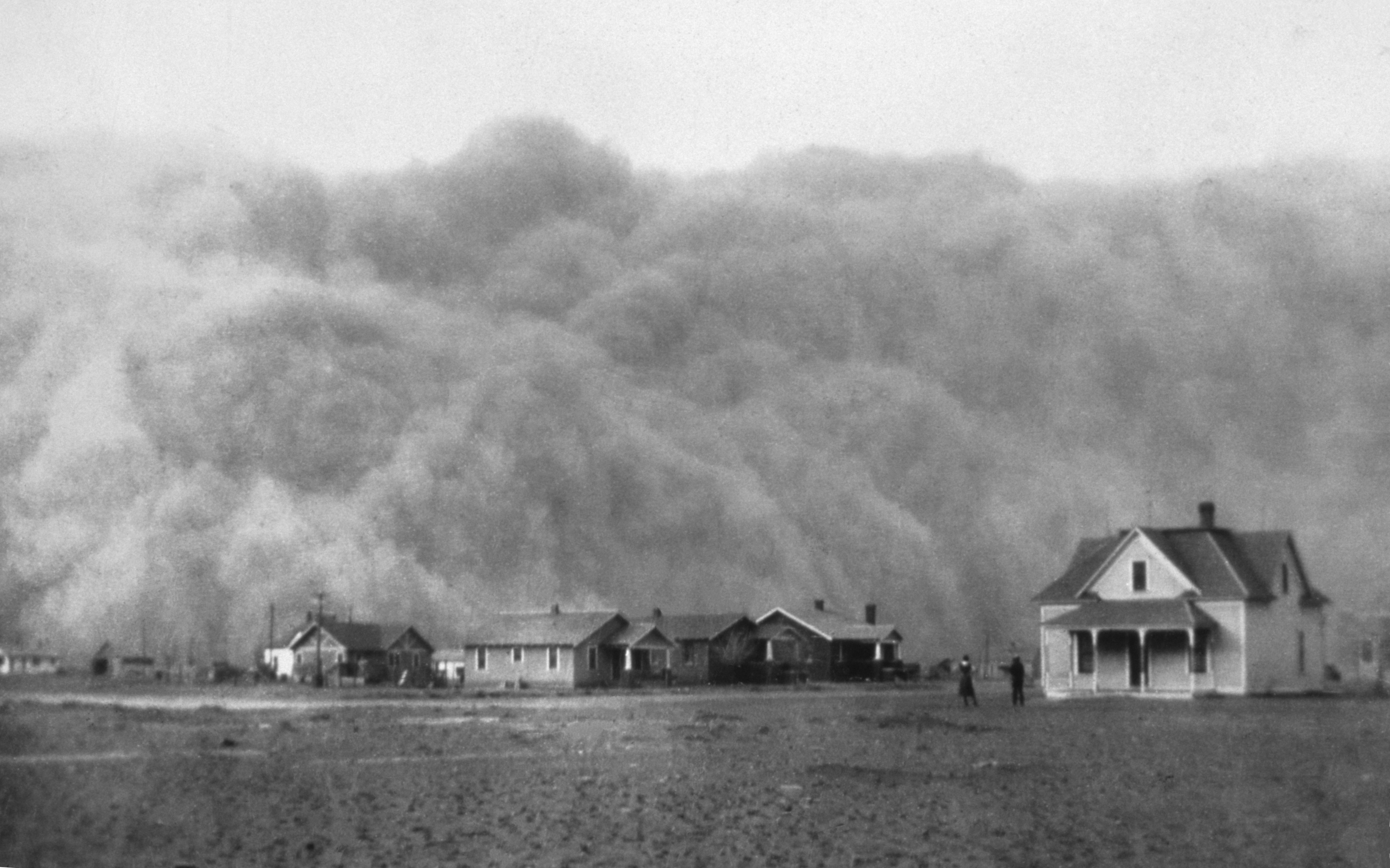
Tempête de poussière et de sable (Texas, 1935).

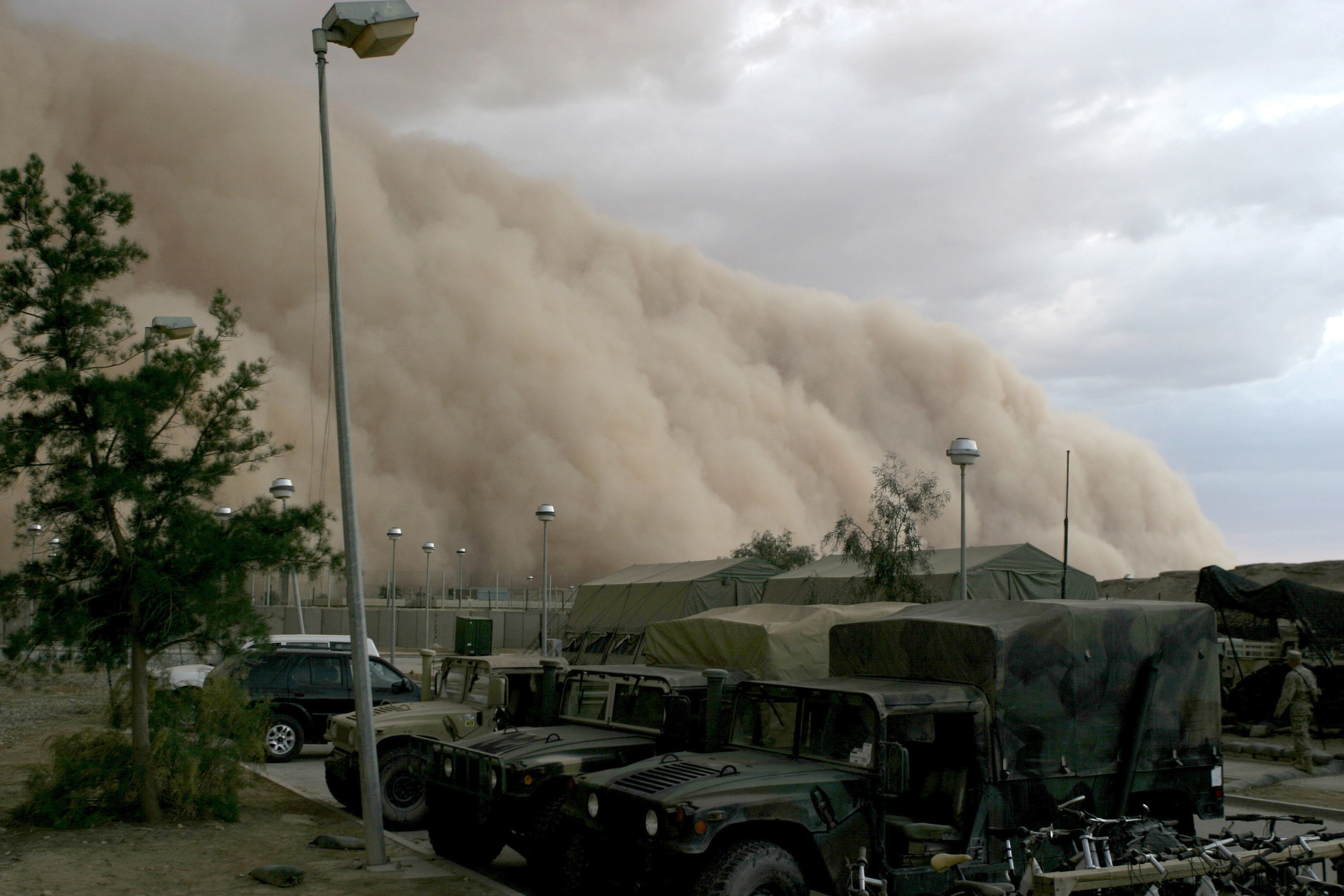
Tempête de poussière et de sable à Al Asad, Irak (fin d'après midi, 27 avril 2005.

Des tempêtes de sable, ou de poussière, se forment naturellement occasionnellement au-dessus des zones désertiques (Sahara, désert de Gobi), lorsque le vent soulève et emporte les poussières matériaux solides d'un sol desséché ou des déchets végétaux.
Les tempêtes de sable les plus violentes peuvent charrier des milliers de tonnes de poussières à l'échelle d'un continent entier et à des altitudes élevées ; ces poussières, quand elles sont piégées dans les courants stratosphériques peuvent même traverser les océans ou faire le tour du monde. C'est ainsi que des nutriments venant du Sahara enrichissent la forêt amazonienne, leur tracé étant maintenant suivi par satellite.
Certaines des tempêtes de poussières qui ont affecté l'Amérique du Nord aux XIXe siècle et au début du XXe siècle ont une cause humaine. Les colons européens ont coupé de vastes forêts et mis en culture d'anciennes prairies naturelles qui protégeaient des sols fragiles. Ces sols mis à nu, dégradés par le labour et déshydratés par le soleil ont pris une consistance poudreuse, et ont été balayés par les tempêtes jusqu'à mettre à nu la roche mère, provoquant la faillite de milliers d'agriculteurs et contribuant à la Grande Dépression des années 1930. C'est pourquoi c'est au Canada et aux États-Unis qu'ont d'abord été développées les techniques d'agriculture plus extensive et/ou sans labour, qui ont efficacement protégé les sols.
De tels phénomènes sont courants en Chine, mais rarissimes en climat tempéré européenne, comme la formation de la mer de sable du parc national De Hoge Veluwe au centre des Pays-Bas. Cette dernière est une ancienne zone agricole sableuse cultivée, dont le sol fertile, mais déshydraté par une période de sécheresse a été littéralement emporté par une violente tempête au début du XXe siècle, avant d'être achetée par un riche industriel pour y planter des pins et y chasser, après quoi la zone est redevenue naturelle. La mer de sable y est aujourd'hui entretenue par une gestion adaptée, pour des raisons paysagères et patrimoniales.

## Nomenclature
Selon l'Organisation météorologique mondiale, les tempêtes ont d'abord été nommées arbitrairement ; par exemple l'ouragan Antje avait arraché le mât d'un navire nommé Antje. Pour mieux suivre la progression de certains types de tempêtes, les services météorologiques confectionnent une liste de noms qui seront données chronologiquement à ces systèmes. La plus connue de ces nomenclatures est celle des cyclones tropicaux. La première utilisation de noms de personnes donnés à ces systèmes fut faite par Clement Lindley Wragge, un météorologiste australien du début du XXe siècle au Queensland. Il prenait des noms allant de politiciens qu'il n'aimait pas à des créatures mythologiques,
Le service météorologique de l'armée de l'air et de la marine américaine couvrant l'océan Pacifique pendant la Seconde Guerre mondiale, a été la première institution à nommer les cyclones - utilisant des prénoms féminins. De 1950 à 1952 l'alphabet radio a été utilisé pour les cyclones de l'atlantique Nord, mais le Service de la Météorologie américain a recommencé à utiliser des prénoms féminins en 1953. Cette pratique s'est graduellement répandue dans les différents bassins océaniques où on retrouve des cyclones, et l'usage d'une alternance entre noms de femmes et d'hommes est apparu en 1978 ou 1979 selon les régions. 
Des listes sont confectionnées pour les différents secteurs des océans Atlantique, Pacifique et Indien. Dans le bassin de l'océan Atlantique, le National Hurricane Center (NHC) de Miami est officiellement chargé de nommer les cyclones. Le bassin de l'océan Pacifique est divisé en plusieurs secteurs vu son étendue. Les noms restent des prénoms dans l'Atlantique Nord et le Pacifique nord-est, mais ailleurs les différents pays soumettent des noms de fleurs, d'oiseaux, etc., pas nécessairement dans un ordre alphabétique, à l’Organisation météorologique mondiale,. Lors de graves cyclones, les noms de ces derniers sont supprimés des listes et remplacés afin de ne pas choquer la population en lui rappelant de trop mauvais souvenirs. Ainsi, dans la liste 2004, Matthew a remplacé le nom de Mitch car l'Ouragan Mitch tua environ 18 000 personnes dans l'Amérique centrale en 1998.
En Europe en 1954, une étudiante de l'Université libre de Berlin suggéra de nommer les dépressions et anticyclones qui affectent le continent pour rendre les cartes météorologiques plus faciles à suivre. L'Institut météorologique de l'Université libre de Berlin adopta cette idée. Cette nomenclature était exclusivement suivie dans les journaux, radios et télés de Berlin. Les tempêtes Vivian et Wiebke ayant tellement marqué le continent, l'idée fut reprise par tous les médias allemands. 
La convention a changé au cours des années. De nos jours, les dépressions reçoivent des noms féminins durant les années paires, et masculins durant les années impaires ; les anticyclones reçoivent des noms selon la convention inverse. Depuis 2002, le public peut acheter le droit de nommer une tempête et une nouvelle liste est donc confectionnée chaque année. Les noms de dépressions sont retirés généralement pour des dommages exceptionnels par le vent mais la pluie abondante causant des inondations et la neige abondante peuvent aussi amener le retrait du nom. Bien que cette pratique soit exclusivement allemande et que d'autres pays utilisent une liste de noms différents, certaines tempêtes célèbres sont passées dans le vocabulaire de l'Europe entière.
Aux États-Unis, le bureau de Buffalo du National Weather Service nomme également les tempêtes dues aux bourrasques de neige qui sont fréquentes en aval des Grands Lacs. Plus récemment, le réseau de télévision spécialisé The Weather Channel a débuté en 2012 à nommer les tempêtes hivernales affectant ce pays.

## Effets environnementaux

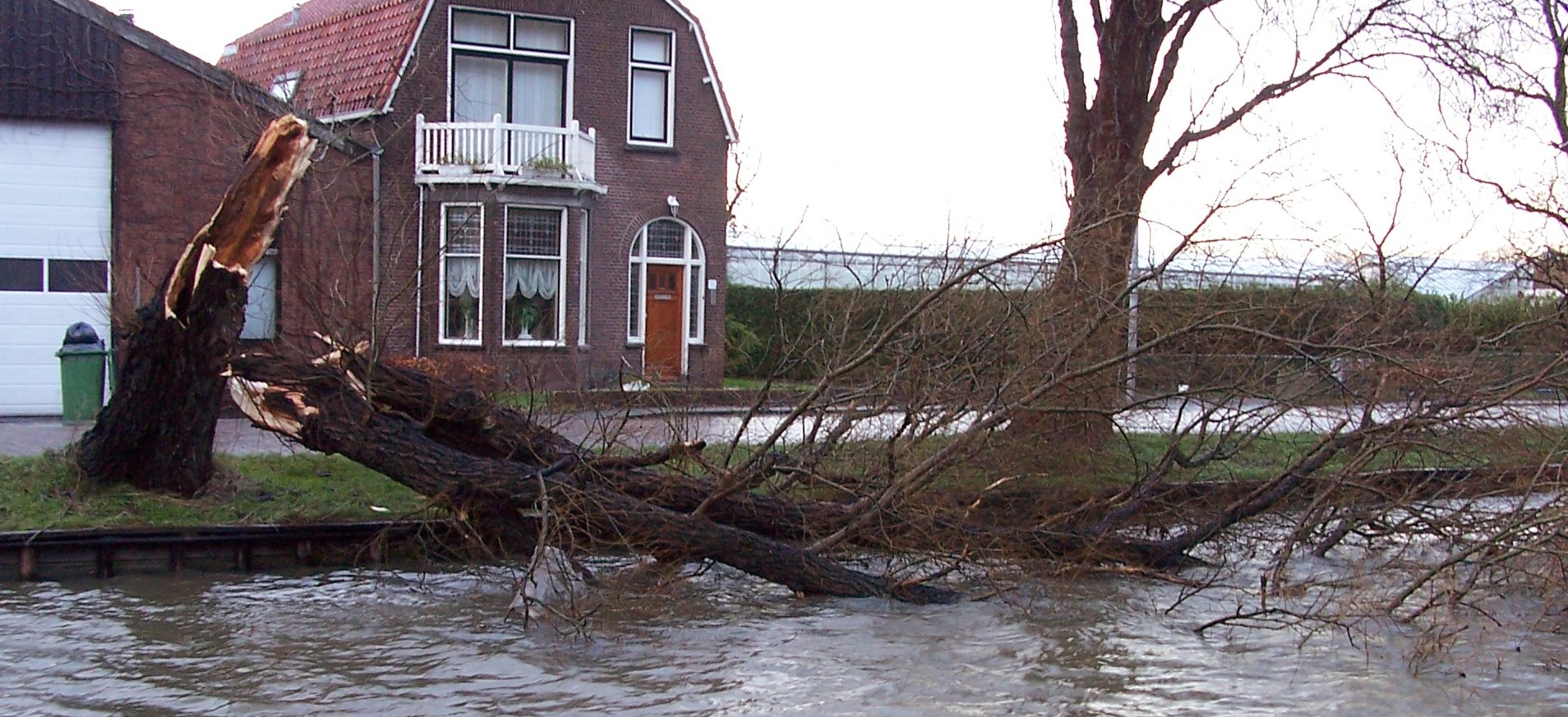
Dégâts de la tempête Kyrill à Delft, aux Pays-Bas

Ils varient selon l'importance du vent et certaines conditions (feux de forêt, inondation ou intrusion marine, sécheresse, tempête de poussière ou gel associé, intrusion salée), mais en général les écosystèmes, y compris forestiers sont résilients face aux tempêtes, qu'ils ont toujours affronté. En écologie, et en écologie forestière en particulier, les chablis créés par les tempêtes (ou l'effondrement spontané de très vieux arbres) sont considérés comme des perturbations normales et indispensable au cycle sylvigénétique. Elles sont sources de bois-mort et permettent la régénération naturelle de la forêt. Les forêts artificielles peuvent toutefois y être moins résilientes. 
On ignore cependant comment réagiront les écosystèmes à des tempêtes peut-être plus fortes et plus fréquentes dans un contexte d'incertitude climatique, où les écosystèmes (coralliens, forestiers, subsahariens, polaires, etc.) pourraient être fragilisés par la pollution, l'artificialisation, la salinisation, une augmentation des taux d'ultraviolets, des désynchronisations, des maladies, etc. induites par le réchauffement climatique, etc.
Concernant les tempêtes spécifiques à l'Atlantique Nord, une étude récente sur les 6 500 dernières années a trouvé que l'augmentation de leur activité est liée aux épisodes froids de l’Holocène selon un cycle d’environ 1 500 ans - et non, comme on l'a longtemps cru, à la variation de l'activité solaire qui n'a qu'un impact secondaire sur les variations de ce phénomène. Plus spécifiquement, les épisodes froids sont induits par la contraction du gyre subpolaire à l’Ouest de l’Islande, associée à un déplacement vers le sud des vents d’Ouest aux moyennes latitudes. Il est souligné que les tempêtes tropicales ne sont pas concernées par ce mécanisme, qui affecte uniquement la zone Atlantique Nord.

## Prévention des risques
Les tempêtes ne peuvent être empêchées, mais elles sont de mieux en mieux annoncées par les services de météorologie (alerte météorologique) et les risques d'en subir des conséquences graves peuvent être atténués par des mesures individuelles et collectives de prévention des risques
Dans la plupart des pays, la loi prévoit que tout citoyen est en droit d'être informé sur les risques majeurs auxquels il est soumis, risques naturels y compris. Par exemple en France, la diffusion d'alertes et de consignes de sécurité (dont signal national d'alerte, de début et de fin d'alerte) contribuent à la limitation et gestion des risques en cas de tempête, avant, pendant et après celle-ci. Dans les zones à risque, les simulations et exercices, et la bonne préparation de scénarios d'évacuation sont utiles voire nécessaires, dans le cadre des plans de secours notamment. 
Sur les littoraux, les risques de submersion marine doivent être pris en compte, de même idéalement que l’occurrence de l'expression de deux risques conjointement (ex : tempête + tremblement de terre ou tempête + submersion marine). Les habitants et entités d'une zone concernée devraient être informées des régionaux ou zonaux, ainsi que des spécificités locales en matière de gestion du risque .
En navigation, du temps des grands voiliers, les voiles sont serrées et seules les voiles de tempêtes (huniers fixes et le petit foc) restent à poste.